# Holocentrus adscensionis
Holocentrus adscensionis är en fiskart som först beskrevs av Osbeck, 1765.  Holocentrus adscensionis ingår i släktet Holocentrus och familjen Holocentridae. Inga underarter finns listade i Catalogue of Life.